# Kulturno-obrazovni centar Boljevac
Kulturno-obrazovni centar Boljevac jeste jedina institucija kulture u boljevačkoj opštini koja sprovodi kulturne polotike Opštine i realizuje programe iz oblasti savremenog stvaralaštva i zaštite kulturnog nasleđa.

## Osnovni ciljevi
Osnovni ciljevi i zadaci KOC-a jesu, pre svega, zadovoljavanje potreba većine građana za sadržajima kulture i umetnosti, zatim zaštita i promocija kulturnog nasleđa, edukacija publike, posebno dece i omladine, obogaćivanje kulturne ponude, povećanje kulturne participacije...  

## Organizacija
Kulturno-obrazovni centar Boljevac velikim delom svojih programskih aktivnosti pokriva većinu segmenata iz oblasti savremenog stvaralaštva (izvorno i amatersko stvaralaštvo, zatim umetničku muziku i umetničku igru, savremenu dramu, savremeno slikarstvo i književnost, te umetnički film. U sastavu Kulturno-obrazovnog centra nalazi se Biblioteka sa preko 35.000 knjiga, koja realizuje aktivnosti iz bibliotečko-informacione delatnosti. Muzej Timočke bune posvećen ovom značajnom istorijskom događaju, značajan je doprinos zaštiti kulturnog nasleđa ovog kraja.

## Manifestacije
Najznačajnija manifestacija koju organizuje Kulturno-obrazovni centar jeste Festival narodnog stvaralaštva Crnorečje u pesmi i igri sa tradicijom dugom gotovo pola veka, kao i Smotra seoskog izvornog i amaterskog stvaralaštva  Susreti sela. Iz oblasti savremene umetnosti značajne su sledeće manifestacije i festivali: Septembarske svečanosti povodom Dana opštine, zatim Likovna kolonija ''Boljevac'', Opštinska smotra recitatora Pesniče naroda mog, te Dani dečjeg stvaralaštva i stvaralaštva za decu. 
Smotra srpske izvorne pesme Crnorečja Kliknu vila iz Rtanj planinu pored interpretativnog karaktera, podrazumeva i brojne sadržaje koje se tiču zaštite i očuvanja nematerijalnog kulturnog nasleđa...

## Izdanja
Najznačajnija izdanja Kulturno-obrazovnog centra Boljevac su:
1.  dr Dragoslav Dević, Narodna muzika Crnorečja, Kulturno-obrazovni centar Boljevac i Fakultet muzičke umetnosti Beograd, 1990. 
2. Čedomir Jogrić, Rodoslovlje  Dobrujevca, Kulturno-obrazovni centar Boljevac i KPZ Zaječar, Boljevac, 1997.
3. Dragana Dragotić, Boljevac u Timočkoj buni - zaboravljeni ustanici, KOC Boljevac, 2013.
4. Nada Petrović, Između dva otkucaja srca, KOC Boljevac, 2015.
5. Filip Paunjelović, Tradicionalna kultura Vlaha Crnorečja, KOC Boljevac, 2018.
6. Zvonko Marković, Hronika sela Mali Izvor, KOC Boljevac, 2018.
7. Tatjana Mihajlović, Hrišćanske starne Crne Reke, KOC Boljevac, 2019.